# 白沢 (宇都宮市)
白沢（しらさわ）は、栃木県宇都宮市にある地名。現在の行政上の町名は白沢町（しらさわちょう）。郵便番号は329-1102。旧河内町の行政の中心であった。

## 地理
白沢は、栃木県宇都宮市の北東地域、鬼怒川と御用川間の地名である。江戸時代には奥州街道の宿場町白沢宿が置かれた。白沢は1889年（明治22年）4月1日の町村制施行で古里村の大字となり、昭和期には河内村を経て河内町の役場所在地として発展した。2007年（平成19年）3月31日をもって河内町は宇都宮市と合併し、地名が白沢町（しらさわちょう）に変更された。河内町役場に代わって宇都宮市河内地域自治センターが置かれていたが、自治センターは2016年（平成28年）3月に中岡本町へ移転した。
主に、鬼怒川南東岸の低地地区（白沢河原）と宝木台地面にあたる稚ヶ坂北部の台地地区から成る。地区内には旧奥州街道筋にあたる白沢街道（栃木県道125号氏家宇都宮線）、上横倉から下田原を経て東進し白沢宿で南折してJR岡本駅に至る地方主要道栃木県道73号上横倉下岡本線、白沢宿から北上し下小倉に至る栃木県道239号白沢下小倉線が通り、当地域の中核となる公共施設が置かれ宅地化が進んでいる。
- 台地：田原台地、宝木台地
- 河川：御用川、鬼怒川、西鬼怒川

## 歴史
近世初期の白沢は集落の形成こそあったが、低湿地帯が広がっていた。慶長5年（1600年）、徳川家康の命を受けた結城秀康は上杉景勝を攻めるために白沢に陣を構えた。この時、鬼怒川の渡河を案内したのが当地の因幡守、源六郎、右京之進の3人で、因幡守は宇加地家の、源六郎と右京之進は福田家の祖先となる。「宇加地家文書」によると、因幡守は関ヶ原の戦いの後、江戸幕府に願い出て往還馬継宿（おうかんうまつぎしゅく）を仰せつかったといい、慶長10年（1605年）に奥州街道の宇都宮宿の次の宿場として白沢宿が設立された。ただし宿場の町割りが整備されたのは慶長14年3月（1609年4月）のことである。
白沢宿は白沢村と上岡本村にまたがる4町30間（≒450 m）の宿場町で、白沢村の宇加地家が本陣を、上岡本村の福田家が脇本陣を務めた。宿場には住吉屋・丁子屋など13の旅籠があり、商家や茶屋も建ち並んだ。1875年（明治8年）、白沢村は上岡本村を合併した。

### 地名の由来
白沢の地名の由来には諸説在る。
1. 塙静夫は、『福田家文書』に白沢が「谷津」であるという記述があることに着目し、白（シラ）は汁の意、沢は文字通りの意と解釈し、すなわち低湿地に由来する地名だと説明した[12]。
2. 下田原との境部にある沼沢地を流れる沢に由来するとの説も在る。

### 人口の変遷
総数 [世帯数： 、人口： ]
| 1995年（平成5年）  | 814世帯 2,917人   |
| 2000年（平成12年） | 851世帯 2,953人   |
| 2005年（平成17年） | 894世帯 3,018人   |
| 2010年（平成22年） | 974世帯 3,101人   |
| 2015年（平成27年） | 1,054世帯 3,212人 |
| 2017年（平成29年） | 1,149世帯 3,110人 |
| 2020年（令和2年）  | 1,224世帯 3,154人 |

## 地域
施設
- 介護老人保健施設しらさぎ荘
- 医療法人慈啓会白澤病院
- 旅館ほていや
- 宇都宮市上下水道局白沢浄水場[21]・白沢配水場[22]
- 河内郵便局
- 宇都宮市河内総合福祉センター
- 社団法人宇都宮市シルバー人材センター北部事業所
- 東京電力河内変電所

学校
- 白沢小学校

公園
- 宇都宮市河内総合運動公園
  - 宇都宮市ドリームプールかわち
- 白沢公園

企業
- あづま食品
- 井上総合印刷
  - 白沢工場
  - 白沢製本センター
- 猪瀬硝子店
- 宇建宇都宮北営業所
  - 宇建MIW白沢センター
- 王子マテリア日光工場
- 宇都宮紙工
- 高崎化成
- 小野川通商
- 河内運輸河内物流倉庫
- 協伸工業
- 協立製作所
- TKK（株式会社ティケイケイ）
- 半田製作所
- 堀江倉庫

商店
- 井上清吉商店
- 大森寝装店
- 水戸屋本舗
- 後藤豊吉商店

### 寺社
- 明星院
- 薬師堂
- 地蔵堂
- 白髪神社
- 須賀神社（2座）
- 蛇喰稲荷神社

## 交通

### 道路
- 栃木県道125号氏家宇都宮線（白沢街道）：南西方向は宇都宮市街方面へ、北東方向はさくら市方面へ延びる。
- 栃木県道73号上横倉下岡本線（岡本街道）：白沢から南へは岡本方面、西へは田原・上横倉方面へ延びる。
- 栃木県道239号白沢下小倉線：「白沢宿」交差点から北へ延び、下ヶ橋町地内で一度重複し再度分かれて下小倉方面へ延びている。

### 路線バス
- 関東自動車（関東バス）
  - 白沢河原 - 白沢宿 - 河内総合自治センター - 稚ヶ坂 - 竹林十文字 - JR宇都宮駅 - 県庁前 - 東武駅前 - 作新学院前 - 宝木 - 細谷車庫または宝木団地（一部便は奈坪台経由）

地域交流館から白沢宿を経由して宝井団地までを結んでいた上河内代替バス河内線は2013年に廃止。